# Kookai
Kookaï es una empresa de fabricación y de distribución de ropa para mujeres creada en 1983 por tres amigos, Jean-Lou Tepper, Jacques Nataf y Philippe de Hesdin. En 2020, la empresa cuenta con 146 establecimientos en operación directa (que incluyen tiendas y almacenes).

## Historia
En 1983, tres amigos fundaron Kookaï.  En 1986, la marca abrió 4 tiendas en París.
En 1996, la empresa pasó a ser filial de Vivarte.  El grupo Vivarte, entonces líder del "prêt-à-porter o listo para usar" y del calzado en Francia, cuenta con 14 marcas (André, Caroll, Naf Naf, La Halle, etc.)  y cerca de 2500 puntos de venta.
En septiembre de 2016, Kookaï fue puesto a la venta  por Vivarte, entonces en proceso de desmantelamiento, en julio de 2018, la empresa fue comprada por la empresa Magi, con licencia en Australia y Nueva Zelanda.  
El 1 de febrero de 2023, la marca anunció una reorganización judicial bajo la protección del Palacio del tribunal comercial de París.  El 15 de septiembre de 2023, el tribunal de comercio de París abrió el camino a la adquisición de Kookaï a un comprador ante obstáculos en el plan de continuación. 

## Vida de marca
En los años 1990, la marca destacó por sus innovadoras campañas publicitarias,   cuyo director artístico diseñó fotografías en blanco y negro para la campaña publicitaria de 1993-1995 de personalidades del mundo de la moda como Yves Saint Laurent, Karl Lagerfeld y Sonia Rykiel acompañadas de eslóganes humorísticos (por ejemplo  "¿Kookai? He oído hablar de él, pero nunca he visto uno (firmado) Yves Saint Laurent", "Todas estas chicas en Kookai, no es bueno. No lo digo por mí, sino por otros diseñadores (firmado) Karl Lagerfeld" ). Esta campaña ganó el Gran Premio de visualización,    Seguido de otros premios para otras campañas. 

## Actividad, rentabilidad, plantilla
|                                             | 2015 | 2016   | 2017 | 2018  | 2019  | 2020   |
| ------------------------------------------- | ---- | ------ | ---- | ----- | ----- | ------ |
| Facturación en millones de euros            | 72,5 | 62,4   | 57,3 | 56,6  | 47.3  | 34     |
| Beneficio neto en millones de euros (+ o -) | - 30 | - 20,7 | + 3  | - 2.7 | - 7,9 | - 20.2 |
| Plantilla media anual                       | 574  | 494    | 420  | 362   | 419   | 359    |